# Клайн (Південна Кароліна)
Клайн (англ. Kline) — місто (англ. town) в США, в окрузі Барнвелл штату Південна Кароліна. Населення — 148 осіб (2020).

## Географія
Клайн розташований за координатами 33°7′29″ пн. ш. 81°20′33″ зх. д. / 33.12472° пн. ш. 81.34250° зх. д. (33.124717, -81.342540).  За даними Бюро перепису населення США в 2010 році місто мало площу 8,11 км², з яких 8,04 км² — суходіл та 0,07 км² — водойми.

## Демографія
Згідно з переписом 2010 року, у місті мешкало 197 осіб у 77 домогосподарствах у складі 49 родин. Густота населення становила 24 особи/км².  Було 99 помешкань (12/км²).
Расовий склад населення:
| - 49,7 % — білих - 44,7 % — чорних або афроамериканців - 4,6 % — осіб інших рас |

До двох чи більше рас належало 1,0 %. Частка іспаномовних становила 9,1 % від усіх жителів.
За віковим діапазоном населення розподілялося таким чином: 21,3 % — особи молодші 18 років, 64,5 % — особи у віці 18—64 років, 14,2 % — особи у віці 65 років та старші. Медіана віку мешканця становила 43,6 року. На 100 осіб жіночої статі у місті припадало 99,0 чоловіків;  на 100 жінок у віці від 18 років та старших — 89,0 чоловіків також старших 18 років.
За межею бідності перебувало 50,3 % осіб, у тому числі 71,2 % дітей у віці до 18 років та 4,5 % осіб у віці 65 років та старших.
Цивільне працевлаштоване населення становило 54 особи. Основні галузі зайнятості: освіта, охорона здоров'я та соціальна допомога — 27,8 %, виробництво — 16,7 %, будівництво — 14,8 %.